# Хиперболична спирала
Хиперболичната спирала е равнинна трансцендентна крива, известна още като реципрочна спирала. Нейното уравнение в полярни координати е {\displaystyle r={\frac {a}{\theta }}}, като приликата му с уравнението на хиперболата в декартови координати обуславя избора на имената на кривата. Хиперболичната спирала е инверсна (обратна) на архимедовата спирала.
С други думи хиперболичната спирала се дефинира като геометричното място на точка, движеща се по равномерно въртящ се около полюса лъч, така че полярният ѝ радиус да е обратно пропорционален на полярния ъгъл.

## Уравнения
Представянето на спиралата с параметрични уравнения е особено елегантно:
- в полярни координати: {\displaystyle x=r\cos \theta ,y=r\sin \theta },
- и в декартови: {\displaystyle x=a{\frac {\cos t}{t}},y=a{\frac {\sin t}{t}}}.

Тъй като
{\displaystyle \lim _{t\to 0}x=a\lim _{t\to 0}{\cos t \over t}=\infty ,}
{\displaystyle \lim _{t\to 0}y=a\lim _{t\to 0}{\sin t \over t}=a\cdot 1=a.},
хиперболичната спирала има асимптота в y = a.
Принципно има два клона, които съответстват на положителните и отрицателните стойности на {\displaystyle \theta }, но поради спецификата на графиката ѝ обикновено се изобразява само единият клон на спиралата. Тя започва от безкрайността и с нарастване на аргумента се приближава, извършвайки въртеливо движение, все по-стръмно към полюса, който представлява и асимптотична точка.
Дължината на дъга между две точки от хиперболичната спирала {\displaystyle M_{1}(r_{1},\theta _{1}),M_{2}(r_{2},\theta _{2})} се намира по формулата:
{\displaystyle L=a\left[-{\frac {\sqrt {1+\theta ^{2}}}{\theta }}+\ln {(1+{\sqrt {1+\theta ^{2}}})}\right]_{\theta _{1}}^{\theta _{2}}},
а лицето на повърхнината на сектора, съответстващ на дъгата {\displaystyle M_{1}M_{2}} е:
{\displaystyle S={\frac {a^{2}(r_{1}-r_{2})}{2}}}
Радиусът на кривината на спиралата е равен на: {\displaystyle R=a/\theta }.

## Исторически факти
Хиперболичната спирала е открита през 1704 г. от Пиер де Вариньон, но независимо от него — и от Йохан Бернули.